# Escoubès-Pouts
Escoubès-Pouts település Franciaországban, Hautes-Pyrénées megyében. Lakosainak száma 94 fő (2022. január 1.). Escoubès-Pouts Paréac, Arcizac-ez-Angles, Bourréac, Gez-ez-Angles, Arrayou-Lahitte és Orincles községekkel határos.

## Népesség
A település népességének változása:
| Lakosok száma | 99   | 104  | 108  | 106  | 107  | 107  | 103  | 98   | 94   |
|               | 2013 | 2015 | 2016 | 2017 | 2018 | 2019 | 2020 | 2021 | 2022 |